# Wieprzowina

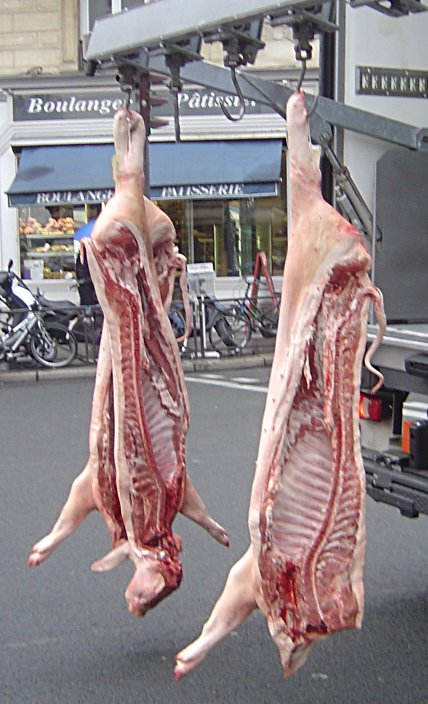
Wieprzowina: połówki (półtusze) świni dostarczane z ubojni, przed podziałem na części

Wieprzowina (przest. świnina) – ogólne określenie mięsa pochodzącego ze świń.

## Historia
Informacje o spożywaniu wieprzowiny przez ludzi znajdują się w najstarszych źródłach pisanych, jak i w mitologiach, np. greckiej i rzymskiej. O gotowanym mięsie wieprza wspomina Homer. O wieprzowinie pisali m.in. Marcjalis i Arystofanes. Atenajos opisywał podawanie szynek na ucztach galijskich. W czasach barbarzyńskich (IV-VI wiek) stada krów i owiec uległy zdziesiątkowaniu, natomiast świnie przetrwały w lasach. Wieprzowina, dzięki łatwości rozrodu świń, stała się wkrótce najpopularniejszym mięsem. W średniowieczu jadano ją głównie w postaci mięsa i wędlin. W XIV wieku w tylko jednej paryskiej hali targowej sprzedawano prawie 31 tysięcy świń.
W Polsce hodowla świń rozwijała się również bardzo pomyślnie. W uboższych gospodarstwach dbano przede wszystkim o właściwe wykarmienie koni, a żywności często nie wystarczało dla krów, które były chude i słabe. Świnie hodowano na pastwiskach (od wiosny do jesieni), a po zbiorach wypasano na polach. W domu wylewano im pomyje, w zimie często uzupełniano ich dietę plewami zmieszanymi z mąką i ziemniakami. Jan Słomka pisał w swoich Pamiętnikach włościanina z połowy XIX wieku: Rasa świń była tylko jedna, swojska, ostrej kości, porosła grubą i wysoką szczeciną. Świnie traktowano jako źródło taniego mięsa i nie poświęcano im większej uwagi. Hodowla świń rozwijała się głównie na Lubelszczyźnie (rasy bekonowe), a także w Polsce centralnej, Wielkopolsce, na Mazurach i Podlasiu.
W wykwintnej, dawnej kuchni polskiej dominowała wołowina, baranina, drób i dziczyzna, choć nie brakowało też potraw wieprzowych. Z czasem ich udział zaczął się stopniowo zwiększać. Wieprzowina zaczęła gościć na stołach wszystkich warstw społecznych. W średniorolnym gospodarstwie najczęściej bito jednego lub dwa wieprze rocznie (po ukończeniu prac polowych lub przed Bożym Narodzeniem, a potem przed Wielkanocą). Okazją do świniobicia były (zwłaszcza u zamożniejszych chłopów) także odpust, stypa czy wesele. Biciem świń zajmowało się zwykle kilku mężczyzn we wsi. Pracowali jako rzeźnicy i masarze dla całej społeczności. Zapasy mięsa suszono, solono i wędzono na strychach lub w komorach.
W niektórych kulturach mięso wieprzowe jest bardzo popularne, m.in. w kuchni polskiej i chińskiej, w innych – żydowskiej i muzułmańskiej – ze względu na nieczystość rytualną świń zakazane.

## Elementy handlowe
Elementy handlowe półtuszy wieprzowej, zgodne ze stosowanym w Polsce podziałem, przedstawione są na rysunku po prawej stronie (poniżej ukazano alternatywne podziały, stosowane w Wielkiej Brytanii i USA). Oprócz nich, z uboju świni pozyskuje się podroby, czyli:
- płuca
- język (ozór)
- nerki
- móżdżek (mózg)
- pęcherz
- serce
- uszy
- wątroba
- żołądek
- jelito cienkie
- krzyżówka wieprzowa
- śledziona

## Klasyfikacja wieprzowiny

### Klasa I
Mięsa drobne pozyskane z półtuszy wieprzowej i elementów zasadniczych podczas obróbek technologicznych oraz wykrawania. Mięso chude, nie ścięgniste, dopuszczalny tłuszcz międzymięśniowy do 15%, niedopuszczalny tłuszcz zewnętrzny. Barwa mięśni jasnoróżowa do czerwonej, dopuszcza się zmatowienia. Barwa tłuszczu biała z odcieniem kremowym lub lekko różowym, w przypadku mięsa i tłuszczu mrożonego dopuszcza się nieznaczne zszarzanie barwy na powierzchni. Barwa mięsa peklowanego różowa do ciemnoczerwonej; powierzchniowa warstwa utleniona. Zapach swoisty charakterystyczny dla mięsa świeżego bez oznak zaparzenia i rozpoczynającego się psucia, niedopuszczalny zapach płciowy.

### Klasa II A
Mięsa drobne pozyskane z półtuszy wieprzowej i elementów zasadniczych podczas obróbek technologicznych oraz wykrawania. Mięso nieznacznie tłuste, nieznacznie ścięgniste, dopuszczalny tłuszcz od 16% do 20%. Barwa mięśni jasnoróżowa do czerwonej, dopuszcza się zmatowienia. Barwa tłuszczu biała z odcieniem kremowym lub lekko różowym, w przypadku mięsa i tłuszczu mrożonego dopuszcza się nieznaczne zszarzanie barwy na powierzchni. Barwa mięsa peklowanego różowa do ciemnoczerwonej; powierzchniowa warstwa utleniona. Zapach swoisty charakterystyczny dla mięsa świeżego bez oznak zaparzenia i rozpoczynającego się psucia, niedopuszczalny zapach płciowy.

### Klasa II B
Mięsa drobne pozyskane z półtuszy wieprzowej i elementów zasadniczych podczas obróbek technologicznych oraz wykrawania. Mięso tłuste, nieznacznie ścięgniste, dopuszczalny tłuszcz od 21% do 45%. Barwa mięśni jasnoróżowa do czerwonej, dopuszcza się zmatowienia. Barwa tłuszczu biała z odcieniem kremowym lub lekko różowym, w przypadku mięsa i tłuszczu mrożonego dopuszcza się nieznaczne zszarzanie barwy na powierzchni. Barwa mięsa peklowanego różowa do ciemnoczerwonej; powierzchniowa warstwa utleniona. Zapach swoisty charakterystyczny dla mięsa świeżego bez oznak zaparzenia i rozpoczynającego się psucia, niedopuszczalny zapach płciowy.

### Klasa III
Mięsa drobne pozyskane z półtuszy wieprzowej i elementów zasadniczych podczas obróbek technologicznych oraz wykrawania. Mięso chude, ścięgniste, dopuszczalny tłuszcz międzymięśniowy do 25%, niedopuszczalny tłuszcz zewnętrzny. Barwa mięśni jasnoróżowa do czerwonej, dopuszcza się zmatowienia. Barwa tłuszczu biała z odcieniem kremowym lub lekko różowym, w przypadku mięsa i tłuszczu mrożonego dopuszcza się nieznaczne zszarzanie barwy na powierzchni. Barwa mięsa peklowanego różowa do ciemnoczerwonej; powierzchniowa warstwa utleniona. Zapach swoisty charakterystyczny dla mięsa świeżego bez oznak zaparzenia i rozpoczynającego się psucia, niedopuszczalny zapach płciowy.

### Klasa IV
Mięsa drobne pozyskane z półtuszy wieprzowej i elementów zasadniczych podczas obróbek technologicznych oraz wykrawania. Mięso krwawe, ścięgniste z węzłami chłonnymi, chude lub tłuste, tłuszcz do 36%. Barwa mięśni różowa do ciemnoczerwonej, tłuszczu biała, dopuszczalne odcień różowy lub kremowy, w przypadku mięsa i tłuszczu mrożonego barwa bladoróżowa do ciemnoczerwonej, dopuszcza się warstwę utlenioną; barwa tłuszczu biała, dopuszczalne odcień różowy lub kremowy z odcieniem lekko szarym.

### Klasyfikacja półtusz wieprzowych
W zależności od procentowej zawartości mięsa w półtuszy została wprowadzona poubojowa klasyfikacja półtusz wieprzowych (S)EUROP dla półtusz o masie 60-120 kg:
- Klasa S – o zawartości mięsa w tuszy 60% i więcej;
- Klasa E – o zawartości mięsa w tuszy 55% i więcej, ale mniej niż 60%;
- Klasa U – o zawartości mięsa w tuszy 50% i więcej, ale mniej niż 55%;
- Klasa R – o zawartości mięsa w tuszy 45% i więcej, ale mniej niż 50%;
- Klasa O – o zawartości mięsa w tuszy 40% i więcej, ale mniej niż 45%;
- Klasa P – o zawartości mięsa w tuszy poniżej 40%.

Konieczność klasyfikacji półtusz obowiązuje producentów w obrębie Unii Europejskiej, a najwyższa klasa S może być wprowadzona przez rząd danego kraju, lecz nie musi (w Polsce obowiązuje). Nie jest to alternatywna klasyfikacja mięsa wieprzowego, tylko obowiązująca w Polsce, unormowana przepisami UE oraz krajowymi, metoda klasyfikacji jakości półtusz wieprzowych, której jedynym kryterium jest szacunkowa zawartość mięsa w półtuszy. Badanie mięsności półtuszy polega na szacowaniu stosunku masy mięśni do masy tłuszczu. Najpopularniejszą metodą szacowania jest metoda schabowa, która polega na pomiarze grubości schabu oraz grubości słoniny pomiędzy trzecim a czwartym żebrem od końca.

## Produkcja i konsumpcja – dane statystyczne

### Polska
W 2007 produkcja wieprzowiny w Polsce wyniosła 2,164 mln ton, a w 2008 – 1,937 mln ton.